# العنود حسين
العنود حسين (5 مارس 1982 -)، ممثلة سعودية. شاركت بالعديد من المسلسلات خلال فترة وجيزة كانت من عام 2008 إلى 2012 ثم ابتعدت عن العمل الفني بسبب تعرضها للكثير من المشاكل بسببه، خاصة بعد تعرضها لمحاولة قتل مع زوجها.

## أعمالها

### من المسلسلات
- 2008: مسرحية مسيار كووم.
- 2009: أيام السراب.
- 2009: أبجد هوز.
- 2010: من عيوني.
- 2010: مطلوب رجال.
- 2010: مسرحية بضاعة على الرصيف.
- 2010: أسوار 3.
- 2011: ماشي.
- 2011: طاش ما طاش 18.
- 2011: سواق المعازيب.
- 2012: طالع نازل.

## وصلات خارجية
- العنود حسين على موقع قاعدة بيانات الأفلام العربية